# Райська сільська рада
Ра́йська сільська́ ра́да — колишній орган місцевого самоврядування у складі Новокаховської міської ради Херсонської області. Адміністративний центр — селище Райське.

## Загальні відомості
- Райська сільська рада утворена в 1962 році.
- Територія ради: 77,58 км²
- Населення ради: 3 014 особи (станом на 2001 рік)

## Населені пункти
Сільській раді підпорядковані населені пункти:
- с-ще Райське
- с. Маслівка
- с. Обривка
- с-ще Тополівка

## Склад ради
Рада складається з 20 депутатів та голови.

### Керівний склад попередніх скликань
| ПІБ                         | Основні відомості                                    | Дата обрання | Дата звільнення |
| --------------------------- | ---------------------------------------------------- | ------------ | --------------- |
| Макарова Наталія Леонідівна | Сільський голова, 1955 року народження, позапартійна | 26.03.2006   | 31.10.2010      |

Примітка: таблиця складена за даними джерела

### Депутати
За результатами місцевих виборів 2010 року депутатами ради стали:

#### За суб'єктами висування
| Суб'єкт висування             | Кількість обраних депутатів | %  |
| ----------------------------- | --------------------------- | -- |
| Партія регіонів               | 8                           | 40 |
| Самовисування                 | 7                           | 35 |
| Комуністична партія України   | 3                           | 15 |
| Єдиний Центр                  | 1                           | 5  |
| Політична партія «Третя Сила» | 1                           | 5  |

#### За округами
| № округу                      | Прізвище, ім'я, по батькові    | Дата визнання обраним | Освіта                    | Партійна приналежність | Відомості про обраного депутата                          |
| ----------------------------- | ------------------------------ | --------------------- | ------------------------- | ---------------------- | -------------------------------------------------------- |
| Єдиний Центр                  |                                |                       |                           |                        |                                                          |
| 2                             | Стрілько Марина Сергіївна      | 04.11.2010            | Освіта вища               | позапартійна           | Новокаховський МВК, інспектор військово-облікового столу |
| Комуністична партія України   |                                |                       |                           |                        |                                                          |
| 16                            | Крайнюкова Людмила Василівна   | 04.11.2010            | Освіта вища               | позапартійна           | Маслівська загальноосвітня школа, вчитель                |
| 19                            | Арко Наталія Степанівна        | 04.11.2010            | Освіта середня            | позапартійна           | тимчасово не працює                                      |
| 20                            | Міненко Степан Тимофійович     | 04.11.2010            | Освіта середня            | позапартійний          | пенсіонер                                                |
| Партія регіонів               |                                |                       |                           |                        |                                                          |
| 3                             | Чумакова Світлана Миколаївна   | 04.11.2010            | Освіта вища               | позапартійна           | Тополівська загальноосвітня школа, вчитель               |
| 4                             | Гончар Ірина Володимирівна     | 04.11.2010            | Освіта вища               | позапартійна           | НКМЗ, інженер-конструктор                                |
| 5                             | Ченцова Наталія Олександрівна  | 04.11.2010            | Освіта вища               | позапартійна           | дитячий садок «Калинка», вихователь                      |
| 7                             | Сідлецька Ірина Віталіївна     | 04.11.2010            | Освіта середня            | позапартійна           | ЦМЛ, завідувачка фельдшерсько-акушерського пункту        |
| 11                            | Щербань Василь Романович       | 04.11.2010            | Освіта середня            | позапартійний          | пенсіонер                                                |
| 14                            | Гавриляк Степан Михайлович     | 04.11.2010            | Освіта середня            | позапартійний          | тимчасово не працює                                      |
| 17                            | Мосьпан Тетяна Олегівна        | 04.11.2010            | Освіта вища               | позапартійна           | Маслівська загальноосвітня школа, вчитель                |
| 18                            | Мироненко Тетяна Володимирівна | 04.11.2010            | Освіта середня            | позапартійна           | Сільський клуб с. Обривка, завідувачка                   |
| Політична партія «Третя Сила» |                                |                       |                           |                        |                                                          |
| 15                            | Гайсенюк Людмила Миколаївна    | 04.11.2010            | Освіта вища               | позапартійна           | загальноосвітня школа № 6, директор                      |
| Самовисування                 |                                |                       |                           |                        |                                                          |
| 1                             | Барболіна Наталія Михайлівна   | 04.11.2010            | Освіта вища               | позапартійна           | ДП «Таврія-2», бригадир                                  |
| 6                             | Бабецька Марія Іванівна        | 04.11.2010            | Освіта середня            | позапартійна           | ДП «Таврія-2», заправник ГСМ                             |
| 8                             | Романюк Георгій Костянтинович  | 04.11.2010            | Освіта середня            | позапартійний          | Райська сільська рада, фахівець з ЦЗ                     |
| 9                             | Макаренко Ольга Геннадіївна    | 14.11.2010            | Освіта середня спеціальна | позапартійна           | ДП «Таврія-2», робітник                                  |
| 10                            | Кальченко Андрій Володимирович | 04.11.2010            | Освіта середня            | позапартійний          | ДП «Таврія-2», бригадир МТБ                              |
| 12                            | Дяков Петро Фолич              | 04.11.2010            | Освіта середня            | позапартійний          | ДП «Таврія-2», робітник                                  |
| 13                            | Варваринець В'ячеслав Юрійович | 04.11.2010            | Освіта вища               | позапартійний          | ДП «Таврія-2», бригадир                                  |